# Косых, Михаил Макарович
Михаил Макарович Косых (5 июня 1903, Осетровка, Центрально-Чернозёмная область — 25 июля 1987) — советский военачальник, военный лётчик, генерал-лейтенант авиации (1944).

## Биография
Михаил Макарович родился 5 июня 1903 года в деревне Осетровка Верхнемамонского района Воронежской области в беднейшей полукрестьянской семье, отец и мать батрачили у богатых. Учился в начальной 4-классной земской школе в Верхнем Мамоне, затем в Павловском высше-начальном училище. С февраля 1918 года начал принимать активное участие в Павловской партийной организации большевиков и был принят в сочувствующие, а с января 1919 года — в члены партии. Русский.
В Красной Армии с 1918 года. Участник Гражданской войны с 1918 года. Летом 1918 года вступил добровольно в ряды Красной Армии в полк 12-й дивизии в качестве политбойца. Дивизия вела бои с белоказаками и с немецкими регулярными войсками на территории южных уездов Воронежской губернии. До мая 1920 года воевал в 40-й и 41-й стрелковых дивизиях Южного фронта на средних командных должностях. С лета 1920 года, находясь на Борисоглебских кавалерийских курсах, участвовал в разгроме банд Антонова, Колесникова и Фомина на территории Тамбовской и Воронежской губерний. С осени 1921 года и по октябрь 1924 года — курсант 1-й объединённой Военной школы имени ВЦИК РСФСР в Кремле.
В 1932 году окончил Военную академию им. М В. Фрунзе. Звание генерал-майора авиации присвоено 29 октября 1941 года. 
В Великой Отечественной войне принимал участие с октября 1942 года. Будучи начальником штаба 16-й воздушной армии с 15 октября 1942 года по 15 апреля 1943 года планировал и лично принимал участие в операциях Сталинградской и Курской битв. Принимал участие в освобождении Белоруссии и непосредственно города Гомеля от немецко-фашистских захватчиков. С боями прошёл от Сталинграда до Берлина. В боях дважды ранен и дважды контужен.
2 августа 1944 года присвоено воинское звание генерал-лейтенант авиации. После окончания войны занимал командные должности в ВВС. С сентября 1947 года по сентябрь 1950 года командовал 6-й воздушной армией (с 1949 года — 73-й воздушной армией) в Туркестанском военном округе. В 1952 году окончил военную академию Генерального штаба.
Умер в 1987 году. Похоронен на Донском кладбище.

## Награды и звания
- Орден Красного Знамени[1]
- Орден Отечественной войны I степени[1]
- Орден Суворова II степени[1]
- Орден Кутузова II степени[1]
- Медаль XX лет РККА[1]
- Медаль «За победу над Германией в Великой Отечественной войне 1941—1945 гг.» (30.07.1945)[1]
- Медали
- Почётный гражданин города Гомель (1984, Гомель)

## Память
- Имя занесено на городскую Доску почёта (Гомель).